# Attentaten på och vid London Bridge i London juni 2017
Attentatet i London i juni 2017 (engelska: June 2017 London attack) inträffade den 3 juni 2017 på två ställen i centrala London.

## Bakgrund
Attentatet var det tredje i Storbritannien år 2017, efter Attentatet i London i mars 2017 då fem personer dödades i en islamistisk attack med fordon och kniv i Westminster samt Attentatet i Manchester 2017 då 22 personer dödades av en islamistisk självmordsbombare efter en arenakonsert med Ariana Grande. Storbritanniens säkerhetspolis uppskattade i maj 2017 att cirka 23 000 jihadister befann sig i landet varav 3 000 aktivt övervakades eller utreddes av polis.

## Förlopp
Gärningsmännen försökte tidigare på dagen hyra en lätt lastbil men fordonet lämnades inte ut då betalningen misslyckades. De hyrde istället en skåpbil kl 17:30 ifrån ett byggvaruhus som de lastade med grussäckar för att öka dess tyngd och 13 Molotovcocktails, de sistnämnda användes aldrig. De iklädde sig bombbältesatrapper för att försvåra polisingripanden. De körde omkring i huvudstaden i två timmar innan de inledde sin attack.
De tre gärningsmännen i skåpbilen körde på människor på London Bridge. Fordonet kördes till närliggande Borough Market där de tre steg ur skåpbilen och började knivhugga flera personer, bland annat en polisman. Polisen i London har klassat händelsen som ett terrorattentat. Sju personer dödades och 48 sårades av gärningsmännen. En polis ifrån British Transport Police endast beväpnad med batong angrep gärningsmännen men blev svårt sårad i sitt försök, ytterligare en obeväpnad polis från Metropolitan Police försökte komma till dennes undsättning men blev även han knivskuren. Beväpnade polisenheter från Metropolitan Police sökte under tiden gärningsmännen och sköt ihjäl dem på Stoney Street kl 22:16, inom åtta minuter efter att de hade mottagit det första nödsamtalet. En förbipasserande skadades av polisens kulor. Gärningsmännens bombbälten konstaterades av bombexperter vara attrapper.

## Gärningsmän

### Khuram Butt
Khuram Butt föddes 1990 i Pakistan, bodde i Barking, var brittisk medborgare, var gift och hade två barn. Han var känd av både polis och säkerhetstjänsten MI5, men före dådet inte misstänkt för att förbereda attentat. Han var 2015 medlem i det förbjudna nätverket al-Muhajiroun. Khuram Butt var 2016 ett av föremålen för dokumentären The Jihadis Next Door om islamiska extremister gjord av TV-kanalen Channel 4. Dokumentären handlade om den fängslade hatpredikanten imam Anjem Choudary. I dokumentären bär han en IS-flagga i en park och argumenterar med poliser. Under attentatet var Butt frigiven mot borgen under ett åtal om bedrägeri.

### Rachid Redouane
Rachid Redouane med rötter i Libyen och Marocko var 30 år gammal när han utförde attentatet. Han bodde i Dublin innan han flyttade till en lägenhet i Barking. Han hade ett barn på 18 månader med Charisse Redouane (född O'Leary) men de levde åtskiljda. Han var tidigare okänd av polisen. I Redouanes lägenhet hittades material som hade använts för att tillverka brandbomberna som hittades i skåpbilen.

### Youssef Zaghba
Youssef Zaghba föddes 1995 i Fès i Marocko och var italiensk medborgare. Han gjorde försök att ta sig till Syrien via Turkiet med stoppades av italienska myndigheter på flygplatsen i Bologna. Han åkte sedan tillbaka till London där han tog ett deltidsjobb på en restaurang.

## Offer

### Dödsoffer
Tre av offren dödades under lastbilsattacken och fem dödades under knivattacken.
- Ignacio Echeverría, 39. Echevierra angrep med sin skateboard terroristerna som var i färd med att knivhugga en kvinna. Han dekorerades med utmärkelsen Orden del Mérito Civil för sitt ingripande.[13]
- Xavier Thomas, 45. Han promenerade med sin flickvän på London Bridge. Flickvännen Christine Delcros sårades svårt i attentatet.[14]
- Sebastien Belanger, 36-årig kock.[14]
- Sara Zelenak 21 au-pair ifrån Brisbane.[14]
- Kirsty Boden 26-årig sjuksköterka mördades när hon tog sig mot attentatsplatsen för att hjälpa sårade.[14]
- Chrissy Archibald dog i sin fästmans armar på London Bridge.[14]
- James McMullan, 32 ifrån Hackney.[14]
- Alexandre Pigeard, 26 ifrån Caen. Han knivhöggs på uteserveringen i restaurangen där han arbetade.[14]

### Sårade
- Fotbollsälskaren och familjefadern Roy Larner gjorde motstånd mot gärningsmännen. De kom in med knivar i restaurangen och började vråla "det här är för Allah" och "Islam, islam" varvid Larner ropade tillbaka "Dra åt helvete, jag håller på Millwall" och angrep dem med sina bara händer. Gärningsmännen koncentrerade sig på Larner som sårades i huvudet, bröstkorgen och händerna men de andra gästerna kunde fly ut genom köket.[15]
- En polisman ifrån British Transport Police sårades svårt när han angrep terroristerna med batong.[16]
- En polisman ifrån Metropolitan Police som inte var i tjänst sårades.[16]

## Reaktioner

### Storbritanniens premiärminister
Storbritanniens premiärminister Theresa May uttalade sig dagen efter i skarpare ordalag än efter attentatet i Manchester 2017 och uppmanade landet att hantera islamisk extremism. Hon kritiserade toleransen för extremism och uttalade ambitionen att frånta extremister möjlighet att kunna verka ostört i samhället och på Internet. Hon sade också att islamisk extremism som går ut på att västerländska värderingar som frihet, demokrati och mänskliga rättigheter inte är kompatibla med den islamiska tron är en avart av islam. Premiärministern framhöll ambitionen att värna om brittiska värderingar samt besegra den extremistiska rörelsen.

### Labours partiledare
Labours partiledare Jeremy Corbyn riktade kritik mot premiärminister May då hon som tidigare inrikesminister var ansvarig för nedskärningar av polisen och säkerhetspolisen med 20.000 tjänster. Corbyns uttalande kritiserades i sin tur säkerhetsminister Ben Wallace som påpekae att Corbyn stödde den militanta IRA under Konflikten i Nordirland. Han sade också att de "svåra samtal" som premiärminister May nämnt i sitt tal borde börja med "Saudiarabien och andra Gulfstater som har finansierat och eldat på extermistisk ideologi".

### Chefen för Metropolitan Police
Chefen för Metropolitan Police Cressida Dick sade att sedan Attentatet i Westminster tre månader tidigare hade ytterligare fem attentatsförsök avvärjts innan de kunnat genomföras.